# Nicolas Chaperon

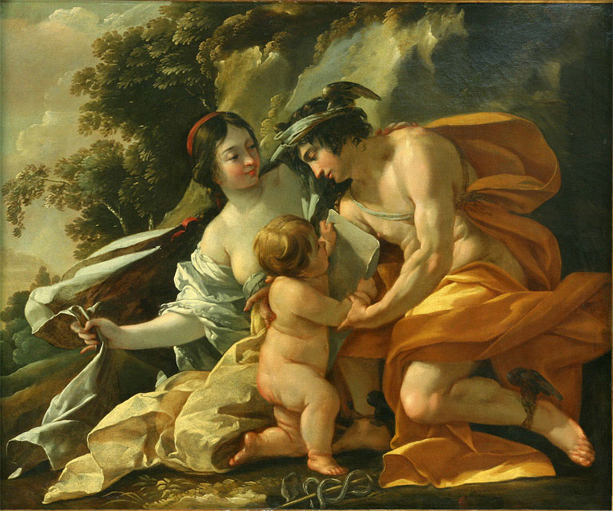
Vénus, Mercurio y Cupido, cuadro de Chaperon en el Museo del Louvre.

Nicolas Chaperon o Chapron (Châteaudun, 1612 - Lyon, 1656) fue un pintor, diseñador y grabador del clasicismo francés, dentro de la corriente llamada aticismo.
Fue bautizado el 19 de octubre de 1612 en la parroquia de San Pedro de Châteaudun, siendo su padre Jehan Chaperon, y su madre Marie Brissard. 
Fue alumno de Simon Vouet y viajó a Roma de 1642 con Poussin. En 1649 grabó una serie completa (52 planchas) sobre los frescos de Rafael en las Loggias Vaticanas. Se cuenta que la realizó a petición de Poussin, quien respondía así a una sugerencia del rey de Francia. Estos grabados sirvieron de aprendizaje y ejemplo a los artistas franceses que no podían viajar a Roma para estudiar las pinturas originales.
Se cita por última vez a Chaperon en Roma, en el año 1651. En 1653-1655 los cónsules de Lyon quisieron adornar el ayuntamiento de su localidad y pidieron a Chaperon que regresase de Roma, pero éste no pudo realizar el trabajo. Algunas fuentes dicen que había fallecido antes de recibir el encargo, pero otras fuentes puntualizan que llegó a Lyon y que falleció allí poco después, en 1656.
- Datos: Q2476960
- Multimedia: Nicolas Chaperon / Q2476960